# Kentoverse
Kentoverse este al unsprezecelea album de studio al lui Kento Masuda, care a fost lansat pe 21 decembrie 2021, prin intermediul propriei case de discuri Kent On Music, Inc. Albumul este format din cinci piese și a fost produs de însuși Kento Masuda în colaborare cu Gary Vandy.
Piesele prezentate pe Kentoverse au fost inițial înregistrate la studioul lui Kento Masuda din Tokyo, Japonia și ulterior mixate și masterizate de co-producătorul Gary Vandy din Miami, Statele Unite.
Kentoverse este un proiect muzical în care Masuda s-a inspirat din experiența pandemiei. Transcende clasificările tradiționale ale genurilor prin îmbinarea perfectă a elementelor muzicii clasice, ambientale și contemporane. Unul dintre aspectele notabile ale albumului Kentoverse este includerea de compoziții comandate inspirate de diverse teme. Aceasta include o compoziție comandată pe tema masonică a Marelui Arhitect al Universului, precum și un marș regal creat pentru Casa Rurikovici.
Pe lângă alte colaborări și spectacole muzicale, Kento Masuda a încheiat un parteneriat de colaborare cu Fundația Europeană pentru Sprijinul Culturii în Europa. Ca parte a acestei colaborări, el va susține o serie de spectacole live cu compoziții de pe acest ultim album, Kentoverse.

## Lista de piese
| Nr.             | Titlu                                  | Lungime |  |
| 1.              | „Great Architect of the Universe”      | 12:42   |  |
| 2.              | „Integrity”                            | 4:54    |  |
| 3.              | „Godsend Rondo Verse”                  | 15:22   |  |
| 4.              | „Rurikovich March Era of Resurrection” | 5:12    |  |
| 5.              | „K11”                                  | 4:53    |  |
| Lungime totală: | Lungime totală:                        | 42:23   |  |

## Înregistrare album
- Kento Masuda – compozitor, pian, clape, sintetizator, producție
- Gary Vandy – mixare, mastering, producție

## Premii și nominalizări
| An   | Adjudecare                             | Lucrare nominalizată | Categorie                                     | Rezultat |
| ---- | -------------------------------------- | -------------------- | --------------------------------------------- | -------- |
| 2017 | Accolade Global Film Competition       | "Godsend Rondo"      | Artă / Cultural / Spectacol / Piese de teatru | Câștigat |
| 2017 | Best Shorts Competition                | "Godsend Rondo"      | Artă / Cultural / Spectacol / Piese de teatru | Câștigat |
| 2017 | Los Angeles Film Awards                | "Godsend Rondo"      | Videoclip                                     | Câștigat |
| 2017 | Festigious International Film Festival | "Godsend Rondo"      | Videoclip                                     | Câștigat |
| 2017 | Top Shorts Film Festival               | "Godsend Rondo"      | Videoclip                                     | Câștigat |
| 2017 | New York Film Awards                   | "Godsend Rondo"      | Videoclip                                     | Câștigat |
| 2017 | Actors Awards Los Angeles              | "Godsend Rondo"      | Videoclip                                     | Câștigat |